# إسماعيل محمد
إسماعيل محمد إسماعيل هو صحفي ومؤرخ ومعلق وإداري وأكاديمي وحكم ومدرب ولاعب كرة قدم عراقي سابق، ولد في بغداد عام 1922م.

## حياته الكروية
بدأ إسماعيل محمد مسيرته الكروية في منطقة الكرخ ببغداد،  لعب أيضًا مع فريق معهد التربية البدنية في الأربعينيات من القرن الماضي، وبعد سفره إلى إنكلترا للدراسة، لعب في فريق كلية لافرة (Loughborough College) خلال الفترة بين عامي 1948-1949م، لتكون تلك محطته الأخيرة كلاعب.

## حياته (مدرب)
في الخمسينيات من القرن الماضي، بدأ مسيرته التدريبية مع الفريق المعارف العراقي المدرسي خلال الدورتين المدرسيتين في القاهرة و بيروت في الفترة بين عام 1951-1954م،  ثم قام بتدريب فريق الحرس الملكي خلال موسم (54-1955م)، قام بتدريب فريق النادي الآثوري وفريق المصلحة (مصلحة نقل الركاب) في عام 1956م، وقاد فريق المصلحة لأكثر من فترة تدريبية من منتصف الخمسينيات حتى منتصف الستينيات، حيث حقق خلالها لقب البطولة العراقية ثلاث مرات في مواسم عام (56-1957م)، و(60-1961م)، و(64-1965م).
وفي عام 1957م، أصبح إسماعيل محمد أول مدرب يقود المنتخب الوطني العراقي في بطولة رسمية، ففي تشرين الأول/أكتوبر من عام 1957م، اختار المدرب تشكيلته لتمثيل العراق في منافسات الدورة الرياضية العربية الثانية في بيروت، وفي المباراة الأولى تعادل العراق مع المغرب 3-3 رغم أنه كان متقدما 3-1 حتى الدقائق العشرة الأخيرة من نهاية المباراة، وفي المباراة الثانية خسر العراق أمام تونس 2-4 رغم تقدمه 2-1، قبل أن يختتم مشواره في الدورة بتحقيق أول فوز عراقي على مدار التاريخ على منتخب ليبيا بنتيجة 3-1، لتكون تلك أول وآخر محطات إسماعيل محمد مع المنتخب العراقي.
ولقد واجه إسماعيل محمد معارضة كبيرة من لاعبي كرة القدم القدامى عقب عودته من إنكلترا ليقوم بتطبيق أساليبه التدريبية التي تعلمها هناك، كما انتقدته الصحافة أثر تبنيه لأسلوب اللعب (WM) أي طريقة 3-2-5 التي كانت حديثة العهد على لعبة كرة القدم العراقية في أوائل الخمسينيات ولكنه استمر بعمله وطبقها مع فريق المصلحة ومع المنتخب الوطني.

## الحكم الرياضي
يعد إسماعيل محمد أول عراقي ينال شهادة تدريبية من خارج العراق في مجال التحكيم، ففي خلال فترة دراسته في بريطانيا في أواخر الأربعينات وفي كلية (لافبرة) (Loughborough College)، تمكن من الحصول على شهادة التحكيم من تلك الكلية في عام 1948م، ليعود بعد ذلك ويمارس التحكيم في مباريات كرة القدم داخل العراق.

## معلق رياضي
يعتبر إسماعيل أول معلق رياضي في إذاعة وتلفزيون العراق، حيث بدأ إعجابه بمهنة التعليق أثناء وجوده في إنكلترا. في بداية عام 1955م تلقى اتصالا هاتفياً من أكرم فهمي (عميد الحركة الأولمبية العراقية)، يخبره أنهم بحاجة إليه للتعليق على مباراة منتخب العراق العسكري ضد نظيره المصري ضمن تصفيات كأس العالم العسكرية، فوافق لتكون تلك أول مباراة يعلق عليها واستمر في مهنة التعليق، وفي شهر أيار/مايو من عام 1963م، وأثناء تواجد المنتخب العراقي في مصر لخوض معسكر تدريبي وفي مباراة العراق وفريق دمنهور، قام إسماعيل بمناولة المايكروفون إلى تلميذه النجيب مؤيد البدري ليقوم بالتعليق على آخر خمس دقائق من المباراة، وفي اللقاء التالي ضد فريق (القنا) بمدينة الإسكندرية سمح لمؤيد البدري بالتعليق لمدة (28) دقيقة، ثم ترك له أستاذه مجال التعليق نهائيا بعد المباراة الأخيرة التي علق عليها إسماعيل محمد بين الجيش العراقي والجيش الإيراني في عام 1967م.

## الكاتب والمؤرخ والإعلامي
يعد إسماعيل من أوائل من تصدوا لمهمة التوثيق الرياضي في العراق من خلال السجلات والوثائق التي كان يحتفظ بها، نظرا لمعاصرته الشخصية لحقبة طويلة من تاريخ الرياضة منذ نهاية الأربعينيات حتى بداية القرن الحالي، وقد بنى عدد من المؤرخين والصحفيين الرياضيين الذين تلوه أرشيفهم على ما وثّقه لتلك الحقب الزمنية، ومنهم ضياء المنشئ صاحب (موسوعة الكرة العراقية) الذي يقول: (إن القسم الأول من المعلومات التي وردت في الموسوعة كان قد أعتمد فيها على أرشيف الراحل إسماعيل محمد في التسعينيات)، وأصدر كتابه الموسوم (التاريخ المصور لكرة القدم العراقية 1914-1945) مع الصحفي الرائد سمير الشكرجي، والذي يوثق تاريخ الكرة العراقية خلال الفترة منذ دخول اللعبة إلى العراق في عام 1914م، وحتى نهاية الحرب العالمية الثانية، وليكون ذلك الجزء الأول من تلك السلسلة التأريخية على أمل إصدار أجزاء أخرى، وهو ما لم يتحقق مستقبلا.

## سيرته الإدارية والوظيفية
تخرج إسماعيل محمد من معهد اللياقة البدنية ببغداد عام 1944م، وعمل مدرسا لمادة التربية الرياضة في "مدرسة المتوسطة الغربية" في عام 1945م، قبل أن يسافر إلى إنكلترا للدراسة بين عامي 1948-1949م، وخلال وقائع أولمبياد لندن في تموز/يوليو 1948م، تمت إضافة اسمه مع محمود القيسي كإداريين إلى الوفد العراقي المشارك في الدورة، وهناك اِقترح على أكرم فهمي بضرورة تأسيس اِتحاد عراقي لكرة القدم يعنى بشؤون اللعبة، وهذا ما تحقق في الثامن من تشرين الأول/أكتوبر من نفس العام برئاسة عبيد الله المضايفي، وبعد عودته إلى العراق في عام 1949م، فسرعان ما أنضم إلى تشكيلة الاتحاد العراقي كعضو في دورته الثانية في 27 أكتوبر 1949م، برئاسة أكرم فهمي، وقبل أن يصبح رئيسا للاتحاد للفترة من 1956م، وحتى عام 1959م.
أما عن مسيرته مع اللجنة الأولمبية في العراق فقد بدأت في أول تشرين الأول/أكتوبر من عام 1949م، واستمرت حتى عام 1973م، بدأها كأمين للصندوق في الدورة الثانية عام 1958م، وأستمر في الدورة الثالثة عام 1964م، بعد أن قضى 4 سنوات في منصب الأمين العام للجنة الأولمبية العراقية.
وبدأت مسيرته مع التعليم واستمرت بعد عودته من إنكلترا حيث عُيِّنَ في دار المعلمين الابتدائية ببغداد، وفي شباط/فبراير من عام 1955م، نقل على ملاك وزارة التعليم العالي في معهد التربية البدنية العالي، وفي كانون الأول/ديسمبر من عام 1958 نقل إلى وظيفة مدير الرياضة المدرسية في وزارة التربية، ثم عمل ملحقا ثقافيا للسفارة العراقية في لندن للفترة من 1960-1963م، ثم السفارة العراقية في بيروت من عام 1967-1970م، وفي الأول من آب/أغسطس من عام 1970م، أصبح وكيلا لوزارة الشباب والرياضة قبل أن يحال إلى التقاعد في 4 أغسطس 1971م.
في عام 1950م، وأثناء بطولة مدارس العراق في ملعب الكشافة، لاحظ لاعب في فريق مدرسة الحبانية الابتدائية (محافظة الأنبار)، فاستدعاه ليسأله عن اسمه فقال: عمانؤيل! وجريًا على العادة الإنكليزية في إطلاق أسماء مختصرة (nick names) فقد قرر إسماعيل محمد أن يكون اسم اللاعب عمو بابا اعتبارا من ذلك اليوم، وفي عام 1951م، شارك العراق في الدورة الرياضية المدرسية في القاهرة، وفي مباراة العراق ومصر منح الفرصة لعمو بابا للمشاركة لأول مرة، وبعد انتهاء الدورة قال له: ستصبح ناراً على علم في يوم ما.

## وفاته
توفي في اليوم الثاني من بداية عام 2008م، في منزله الكائن في منطقة الأعظمية وقد أقامت اللجنة الأولمبية العراقية في 12 فبراير 2008 حفل تأبين له، وحضره كل من بشار مصطفى عثمان رئيس اللجنة الأولمبية الوطنية العراقية وحسين العميدي الأمين العام للجنة الأولمبية الوطنية العراقية، إضافة إلى محمد فرحان ممثل وزارة الشباب والرياضة وعمار هشام الشماع ومحمد هشام الشماع ممثلا عن عائلة إسماعيل والرائد السلوي الكبير علي الصفار وعدد من الرياضيين الرواد ورؤساء وأعضاء الاتحادات الرياضية والشخصيات الرياضية البارزة.